# Stift Inzigkofen

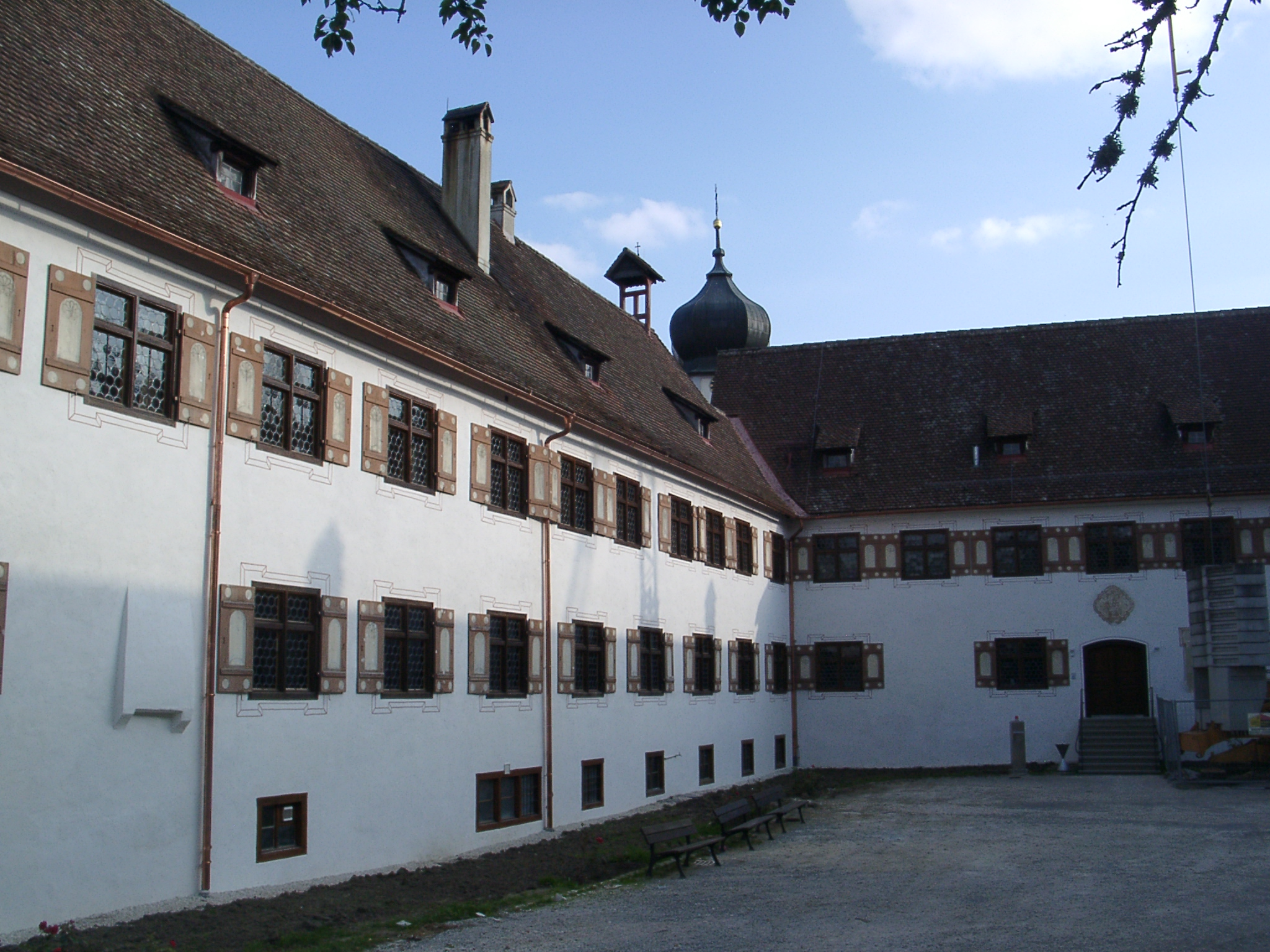
Stiftsgebäude

Das Stift Inzigkofen war ein Augustiner-Chorfrauenstift in Inzigkofen im heutigen Landkreis Sigmaringen in Baden-Württemberg. Es ist Zeugnis der Geschichte, Kultur und Frömmigkeit eines Frauenklosters in Oberschwaben von 1354 bis 1856. Mit seiner wirtschaftlichen Bedeutung sowie seiner spirituellen und kulturellen Wirkung hat es seine Umgebung ein halbes Jahrtausend lang geprägt. In den Beständen seiner Bibliothek – soweit erhalten – ist das Kloster Inzigkofen weiterhin, besonders in Hinblick auf die Erforschung der Deutschen Mystik, lebendig. Die Klosteranlage in Inzigkofen ist ein bedeutendes Baudenkmal in Baden-Württemberg und mit dem Volkshochschulheim ein überregional wichtiger Träger der Erwachsenenbildung.

## Geschichte
Vom besonderen Rang des Inzigkofer Augustinerchorfrauenstifts in der klösterlichen Welt Oberschwabens künden bis heute spätmittelalterliche Handschriften im Geist der Mystik, eine reiche künstlerische Hinterlassenschaft, qualitätsvolle Klosterarbeiten aus der Barockzeit, eine gehaltvolle Quellenüberlieferung zu Alltag und Frömmigkeit des Konvents und nicht zuletzt ein weitgehend unverfälscht erhaltenes bauliches Erbe mit Zeugnissen von der Gotik über das Barock bis zum Frühklassizismus. Berühmt ist das Kloster für sein anspruchsvolles Musikleben, seine qualitätsvollen Klosterarbeiten und für seine Bibliothek. Die Musik war für das Stiftsleben so wichtig, dass bei der Auswahl der Novizinnen auf Musikalität Wert gelegt wurde. Eine Stiftsschule kann nicht nachgewiesen werden, allerdings unterstützte der Konvent die Dorfschule. Neben dem Chorgebet war die Meditation eine Säule der Inzigkofer Spiritualität, wobei mystische Frömmigkeit zeitweise eine große Rolle spielte. Eine reiche Sammlung mystischer Literatur in der ehemaligen Stiftsbibliothek zeugt davon. Beachtenswert ist die kunsthandwerkliche Tätigkeit der Chorfrauen; sie stellten in Gold, Silber und Perlen gefasste Reliquiare her. Eine Besonderheit waren Krippenfiguren aus Wachs und Draht.

### Gründung bis Reform
Gestiftet wurde die Inzigkofer Frauengemeinschaft der Klosterchronik zufolge 1354 als kleine Klause von zwei Schwestern einer bürgerlichen Sigmaringer Familie, Mechthild und Irmengard Sönnerin, sowie von einer Lùdgart. 1356 wurde die Klause erstmals urkundlich genannt. Die Frauenbeginengemeinschaft, die bereits angewachsen war, nahm bald darauf die Regel des Dritten Ordens der Franziskaner (Terziarinnen) an. 1388 wurde ein Kreuzgang errichtet.
Was die religiöse Entwicklung anbelangt, so schloss sich das Stift 1394 einer augustinischen Reformbewegung an. Nachdem die Schwestern zuerst als Franziskaner-Tertiarinnen gelebt hatten, wollten sie 40 Jahre nach der Gründung – die Gründerinnen waren bereits verstorben – eine strengere monastische Lebensweise und eine richtige Ordensregel annehmen und Augustiner-Chorfrauen werden. Die Zahl der Chorfrauen wurde zunächst auf 13 festgelegt – später waren es bis zu 30 –, dazu kamen noch Laienschwestern. Für die Visitation wurde das Stift Mariazell bei Winterthur bestimmt. 1395 erfolgte die Exemption von der Laizer Pfarrei. 1412 nahmen die 13 Schwestern unter Priorin Anna Schmid († 1420), die Visionen hatte, auf eigenes Betreiben die strenge Klausur an, nachdem sie sich über Störungen ihrer geistlichen Verrichtungen beklagt hatten. Im selben Jahr wurde das Stift rechtlich zu einer eigenen Pfarrei. Die Seelsorge übernahm ein Beichtvater, für den eine Kaplaneipfründe geschaffen wurde.
Doch verlangten sie schon bald darauf nach noch strengeren Statuten. Nachdem sie in dieser Sache bei dem für ihre Betreuung zuständigen Augustiner-Chorherrenstift Beuron, das 1419 die Visitation übernommen hatte, offenbar keine Unterstützung fanden, wandten sie sich an den Propst des Augustiner-Chorherrenstifts Langenzenn bei Fürth. In den Jahren der Langenzenner Visitation ab 1430 geriet das Stift in den Bannkreis der „Raudnitzer Reform“ des Augustiner-Chorherrenstifts Raudnitz. Mit Rat aus Langenzenn übernahm Inzigkofen 1431 die Statuten des jüngst reformierten Augustiner-Chorfrauenstifts Pillenreuth bei Schwabach. Daneben bestanden im 15. Jahrhundert enge Beziehungen zum Reformmittelpunkt Indersdorf. 1458 wurde eine zweite Pfründe gestiftet. Obwohl Laiz für den Ort Inzigkofen Pfarrei blieb, durften die Dorfbewohner die Gottesdienste im Stift besuchen. 1466 ging die Visitation an Indersdorf bei Dachau, 1550 an das Ulmer Wengenstift, 1578 an Kreuzlingen.
Die Reformation unter Martin Luther fasste in Inzigkofen nicht Fuß; nach der Chronik des Klosters Inzigkofen hat Luther „falsche Lehren“ und „Ketzereien“ in die Welt gesetzt. Pfarrer, die heiraten, Abschaffung der heiligen Messe und der Heiligenverehrung, der Verzicht auf Gebete für die Toten oder das Weihen von Weihwasser haben die Inzigkofener Nonnen offenbar bis ins Mark erschüttert. Zu dieser Zeit war auch ein Abflachen des geistlichen Lebens zu beobachten: bereits 1502 wurden abgemilderte Statuten eingeführt, das Stiftsleben lockerte sich. Erst unter dem Eindruck des Dreißigjährigen Kriegs und des Konstanzer Exils 1632 bis 1645 fand eine geistige Erneuerung statt: 1643 traten neue Statuten in Kraft, die die strenge Klausur erneuerten. Diese Statuten blieben im Prinzip bis zur Aufhebung des Stifts gültig.

### Aufstieg des Stifts

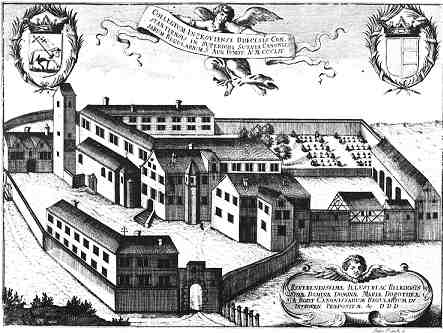
Stift Inzigkofen um 1700

Die Frauengemeinschaft erlebte im Spätmittelalter einen ungewöhnlichen Aufstieg von einer armen Beginenklause zu einem vornehmen und geistlich angesehenen Frauenkloster. Möglich wurde dies zum einen durch die Protektion und Förderung adliger, stadtpatrizischer und geistlicher Stifter und Wohltäter; unter diesen sind das auf der Dietfurt ansässige Niederadelsgeschlecht von Reischach und der von diesem abstammende Kanoniker Michael von Reischach von besonderer Bedeutung. Zum anderen gewann die Frauengemeinschaft durch den Anschluss an die Reformbewegung innerhalb ihres Ordens sowie die Pflege einer mystisch bestimmten Frömmigkeit im 15. und 16. Jahrhundert ein hohes spirituelles Prestige und eine starke Anziehungskraft zunehmend auch für Frauen aus dem hohen und niederen Adel sowie dem wohlhabenden städtischen Bürgertum.
Die Vogtei lag stets bei den Ortsherren von Inzigkofen: zunächst bei den Herren von Reischach, ab 1421 bei den Werdenbergern, ab 1534 bei den Fürstenbergern und ab 1540 bei den Hohenzollern. Letztere integrierten das Stift völlig in ihre entstehende Landesherrschaft. Die geistliche Aufsicht lag beim Konstanzer Bischof und den jeweiligen Visitatoren, doch ist auch der Einfluss der Beichtväter nicht zu unterschätzen.
Wirtschaftliche Grundlage des Stifts waren Schenkungen und die Mitgift der Chorfrauen. Die finanzielle Situation verbesserte sich beträchtlich, als vor allem ab dem 15. Jahrhundert mehr und mehr Angehörige des Adels und des Patriziats größerer Städte eintraten und im 16. Jahrhundert die Fürstenberger und Hohenzollern das Stift förderten.
1595/1597 wurde das nahe gelegene Dominikanerinnenkloster Hedingen integriert, was den Grundbesitz stark vergrößerte, jedoch im Konvent zu Spannungen zwischen alten und neuen Schwestern führte.
Bis zum Beginn des 17. Jahrhunderts konnte das Kloster auf eine ausgedehnte Grundherrschaft mit schließlich 44 Lehenshöfen im Jahr 1626 aufbauen, deren Abgaben zusammen mit weiteren Feudaleinkünften, einer ertragreichen klösterlichen Eigenwirtschaft, den Mitgiften neu eintretender Novizinnen, den Zinsen einer zeitweise umfangreichen Geldwirtschaft sowie dem Erlös aus dem Verkauf von Klosterarbeiten die materielle Grundlage für ein zunehmend strenges Klosterleben in Kontemplation und Klausur boten.
Charakteristisch für das klösterliche Leben in Inzigkofen war, zumal seit der Annahme neuer Statuten 1643, eine rigoros gehandhabte Klausur mit einer strengen Abgrenzung zur äußeren Welt. Zur Strenge der Alltagsführung gehörten gleichermaßen die konsequente tägliche Praktizierung der acht kanonischen Gebetszeiten einschließlich der die Nachtruhe zweiteilenden mitternächtlichen Mette, wöchentliche und saisonale Fastenzeiten, verschiedene Bußpraktiken sowie zusätzliche freiwillige Gebetsverpflichtungen und ausgedehnte Anbetungszeiten vor dem ausgesetzten Altarsakrament bei Tag und bei Nacht.
Die klösterliche Gemeinschaft im 18. Jahrhundert, zumeist um die 40 Nonnen, teilte sich in eine Zwei-Drittel-Mehrheit der eigentlichen Chorfrauen und eine kleinere Gruppe der Vor- oder Laienschwestern. In der deutlich ausgeprägten Zwei-Klassen-Gesellschaft widmeten sich die Chorfrauen zur Gänze dem geistlichen Leben und hatten in unterschiedlichen Ämtern Anteil an der klösterlichen Selbstverwaltung, während die Laienschwestern vor allem mit hauswirtschaftlichen Aufgaben betraut waren. An der Spitze des Klosters stand die in freier Wahl der Chorfrauen auf Lebenszeit bestimmte Pröbstin als geistliche und weltliche Vorsteherin der Gemeinschaft.
In dieser Frauenwelt mit ihrer weitreichenden Autonomie besaßen gleichwohl vier Männer einen erheblichen Einfluss: Der Beichtiger mit seiner Schlüsselrolle in der innerklösterlichen Gruppendynamik und Frömmigkeitspraxis, der vom Vorsteher eines Augustinerchorherrenstifts gestellte Visitator als Aufseher und Ratgeber, der Bischof von Konstanz als kirchliche Gerichtsinstanz und Schutzherr des Stifts und schließlich der weltliche Ortsherr und Schutzvogt des Klosters.

### Aufhebung und fürstliche Zeit

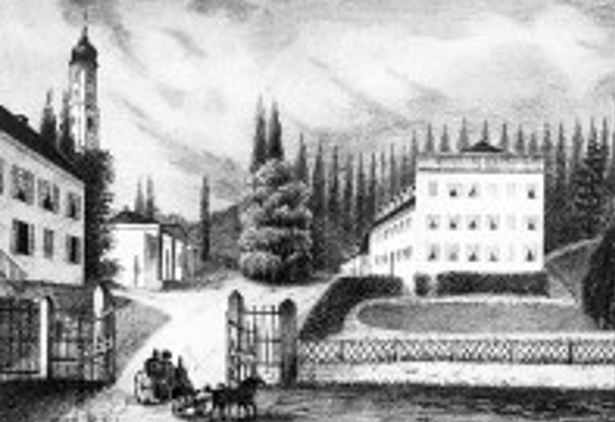
Schloss Inzigkofen um 1830

Im Vorgriff auf den 1803 verkündeten Reichsdeputationshauptschluss kündigte Fürst Anton Aloys von Hohenzollern-Sigmaringen im Oktober 1802 die Inbesitznahme des Klosters an. Die Chorfrauen erfuhren aus der Wochenzeitung, dass der Fürst die Klosterkirche als Teilentschädigung für seine Gebietsverluste im Elsass erhalten sollte. Am 5. November 1802 verfügte er die Enteignung des Klosters, am 16. Dezember 1802 wurde der klösterliche Besitz im Wert von 4328 Gulden versteigert.
Erst durch den Reichsdeputationshauptschluss von 1803 ratifiziert, ging durch die Säkularisation der reiche Besitz des Stifts noch 1803 offiziell an Hohenzollern-Sigmaringen. Den Schwestern wurde ein Bleiberecht mit Pensionszahlungen bis zum Tod der letzten Nonne eingeräumt, letzterer geschah 1856. Die Kirche stand den Inzigkofern weiterhin zur Verfügung. Der Großteil der Stiftsausstattung, darunter aus heutiger Sicht kulturgeschichtlich wichtige Bücher, Dokumente und Kunstwerke, wurde verkauft, Teile den Schwestern überlassen.
Mit der Aufhebung des Stifts 1802 wurde eine lebendige Gemeinschaft getroffen, die noch keine Anzeichen von Verfall zeigte. Zugleich begann damit die 200-jährige „fürstliche Zeit“ Inzigkofens: 1810 wurde das frühere Kloster-Amtshaus zu einem Landschlösschen umgestaltet. Der Sigmaringer Fürstin Amalie Zephyrine und ihrem Enkel Erbprinz Karl Anton diente es in Jahren zwischen 1811 und 1848 als Sommerresidenz. Der angrenzende Hangbereich zu beiden Seiten der Donau wurde zu einem romantischen Landschaftsgarten umgeformt, der als Fürstlicher Park Inzigkofen bis heute erhalten wurde und auch den benachbarten Amalienfelsen umfasst.
Das Konventsgebäude stand den Chorfrauen bis zu ihrem Tod zur Verfügung; anschließend stand es lange Zeit leer. In der Zeit des Nationalsozialismus wurde es von 1939 bis 1944 als Lager des weiblichen Reichsarbeitsdienstes (RAD) genutzt, eines von fünf Lagern des weiblichen RADs im damaligen preußisch-hohenzollerischen Landkreis Sigmaringen. Nach dem Zweiten Weltkrieg diente es als Auffanglager.

### Volkshochschulheim

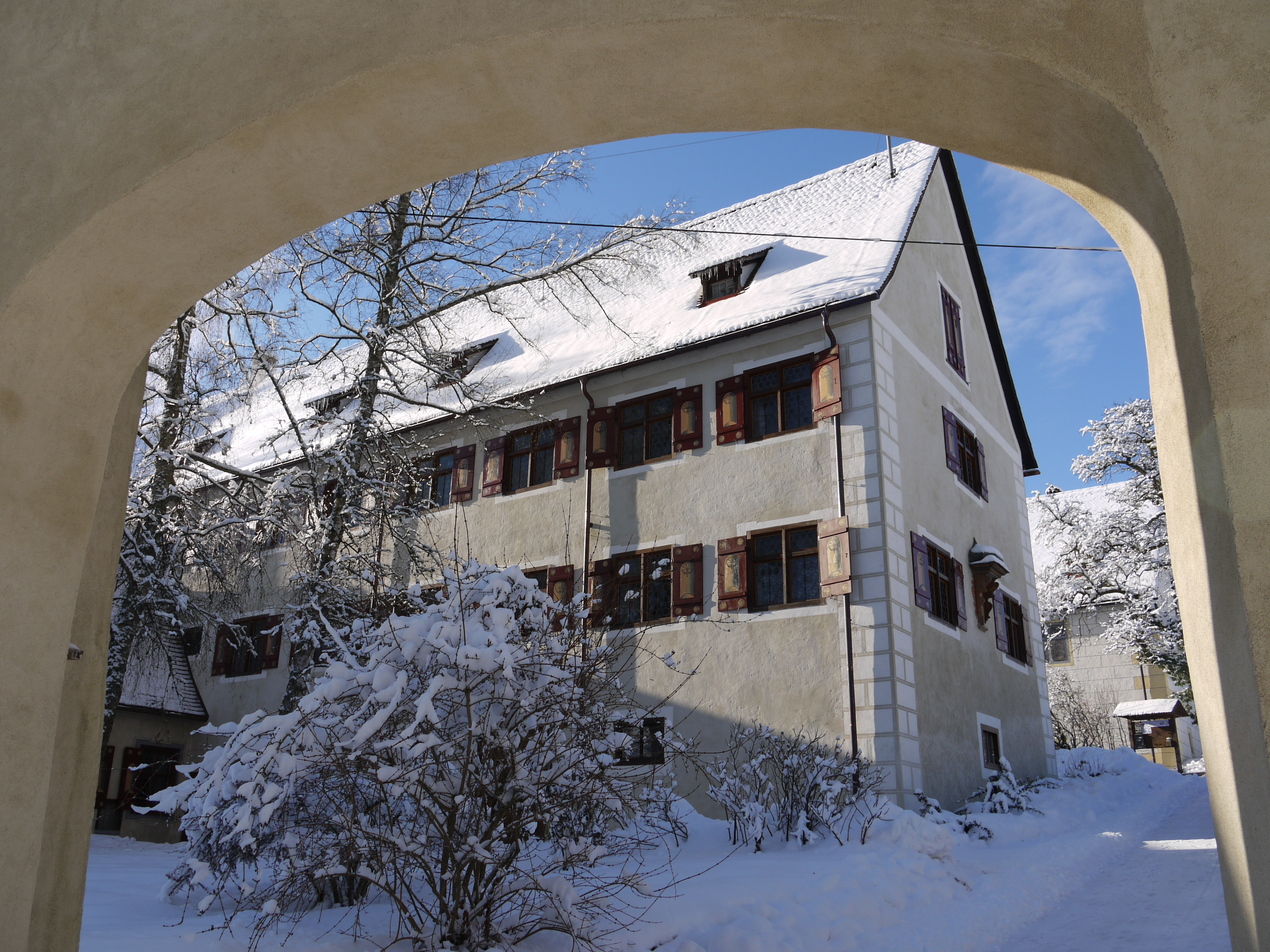
Volkshochschulheim

Seit 1948 dienen die Konventbauten dem Volkshochschulheim Inzigkofen e. V. als eine unabhängige, überkonfessionelle und überparteiliche Stätte der freien Erwachsenenbildung. Die Nonnenzellen wurden zu Schlafzimmern umgebaut, um bei der Nutzung als Volkshochschulheim auch Wochenkurse und Wochenendseminare zu ermöglichen. Der Kapitelsaal ist der größte Kursraum, alle Gästezimmer sind wie auch die Kursräume im Kloster selbst.
Im Jahr 2002 kaufte die Gemeinde Inzigkofen die gesamte Klosteranlage innerhalb der Klausurmauer dem Fürstenhaus Hohenzollern ab.
Da sie in den 200 Jahren nach der Säkularisation im Wesentlichen unverändert blieb, galt sie zu diesem Zeitpunkt als die besterhaltene Klosteranlage Südwestdeutschlands. Der „Trägerverein Volkshochschulheim“, welcher die Klosteranlage von der Gemeinde gepachtet hat, rechnete 2002 mit Kosten von fünf Millionen Euro für eine Sanierung. Diese Summe war nur aufzubringen, da die Landesstiftung Baden-Württemberg mitfinanzierte. Die Landesstiftung verwaltet die Gelder aus dem Erlös des EnBW-Aktienverkaufs und finanziert Maßnahmen zum Erhalt denkmalgeschützter Objekte. 2003 ging die Klosterkirche durch Schenkung an die katholische Filialkirchengemeinde.
Die Bauarbeiten für die Sanierung begannen 2004 mit dem Kreuzgang und dem sogenannten Mesnerhaus und kamen hier 2007 zum Abschluss. 2007/2008 fanden weitere umfangreiche Renovierungsarbeiten statt. Dabei erfolgten eine Sanierung des Hauptbaus mit Fassadenerneuerung, Umbau der Küche und des Speisesaals, Ausstattung von weiteren Gästezimmern mit Nasszellen, sowie die Sicherung der Statik. Im Frühjahr 2008 wurde die Felderdecke abgenommen, um die Statik wieder in Ordnung zu bringen. Dabei wurde sichtbar, dass mehrere Deckenbalken gebrochen waren und die Sanierung von höchster Dringlichkeit war. Die Felderdecke wurde von Farbe befreit, wieder eingebaut, am Fries kam die Verzierung zum Vorschein. Von Juni bis August 2008 war der Flügelbau des ehemaligen Klosters eine Großbaustelle. Da die Deutsche Stiftung Denkmalschutz jedoch 2008 kein Geld zur Verfügung stellen konnte, wurde die Sanierung des Gewölbes und des Werkraumes vorerst zurückgestellt. Seit jenem Jahr zeigt sich der Kapitelsaal wieder im ursprünglichen Zustand.
Die Denkmalstiftung Baden-Württemberg zeichnete im Dezember 2008 das ehemalige Augustinerchorfrauenstift Inzigkofen als „Denkmal des Monats“ aus. Die Denkmalstiftung hat sich nach dem Mesnergebäude, dessen Instandsetzung mit 100.000 Euro seit 2003 gefördert wurde, ganz auf die Wiederherstellung des Kapitelsaales konzentriert und stellte hierfür weitere 100.000 Euro zur Verfügung.
Der Kapitelsaal im Erdgeschoss eines zweigeschossigen Gebäudes im Ostflügel wurde 2007 im ursprünglichen Zustand wieder hergestellt. Hierzu wurde unter anderem wieder die Felderdecke abgenommen, von der alten Farbschicht befreit und der darunter verborgene aufgestempelte Fries mit verschiedenen Ornamenten restauriert. Die aufgrund gebrochener Deckenbalken gefährdete Statik wurde aufwändig gesichert. Nicht mehr restaurierbar war der ursprüngliche Fußboden, bei dem es sich vermutlich um Holzdielen handelte. Diese wurden durch Parkett ersetzt. Im Kapitelsaal befinden sich ein großer Kachelofen aus dem späten 18. Jahrhundert und eine historische Holzkassettendecke, die wieder hergerichtet wurde. Sie ist im Dachstuhl an Streben aufgehängt, die vor der Sanierung sehr marode waren. Das „Gartenzimmer“, ein Raum, der sich zum Garten hin auf einen Freisitz öffnet, wurde 2008 fertiggestellt. 2010 wurden die rund 200 Fensterläden restauriert.
Insgesamt wurden zwischen 2003 und 2010 6,5 Millionen Euro in die Sanierung der Klosteranlage investiert. Im Juni 2010 konnte der Abschluss der Sanierung des Konventsgebäudes und die Bestandssicherung der historischen Gebäude im Beisein von Staatssekretär Hubert Wicker gefeiert werden. Die Gemeinde als Eigentümerin der Anlage hat die Sanierung der 900 Meter langen Umfassungsmauer um das Klostergelände übernommen. Diese wird etappenweise instand gesetzt. Für die ehemalige Zehntscheuer gibt es noch keinen Zeitplan.

## Klosteranlage

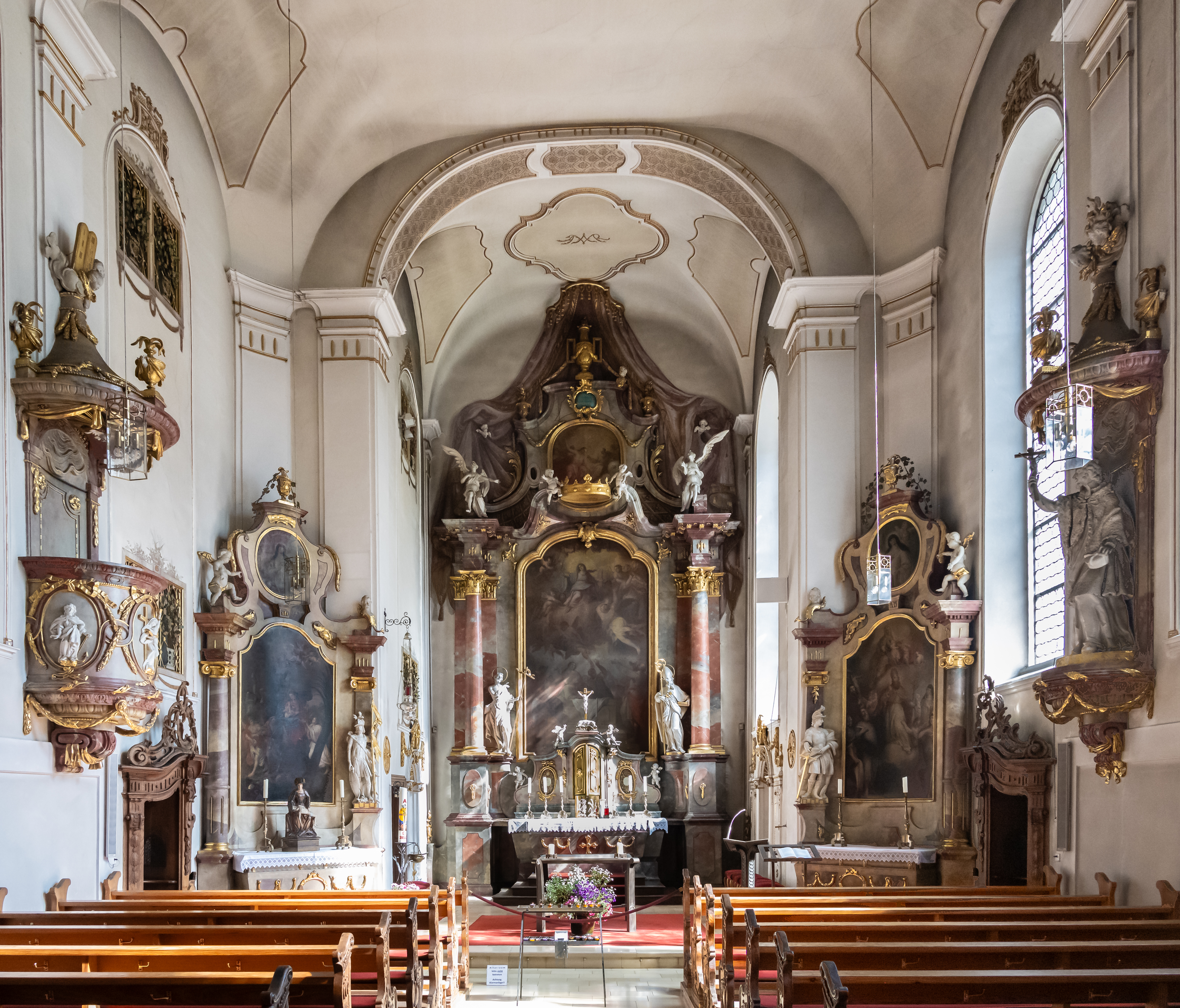
Inneres der ehemaligen Stiftskirche

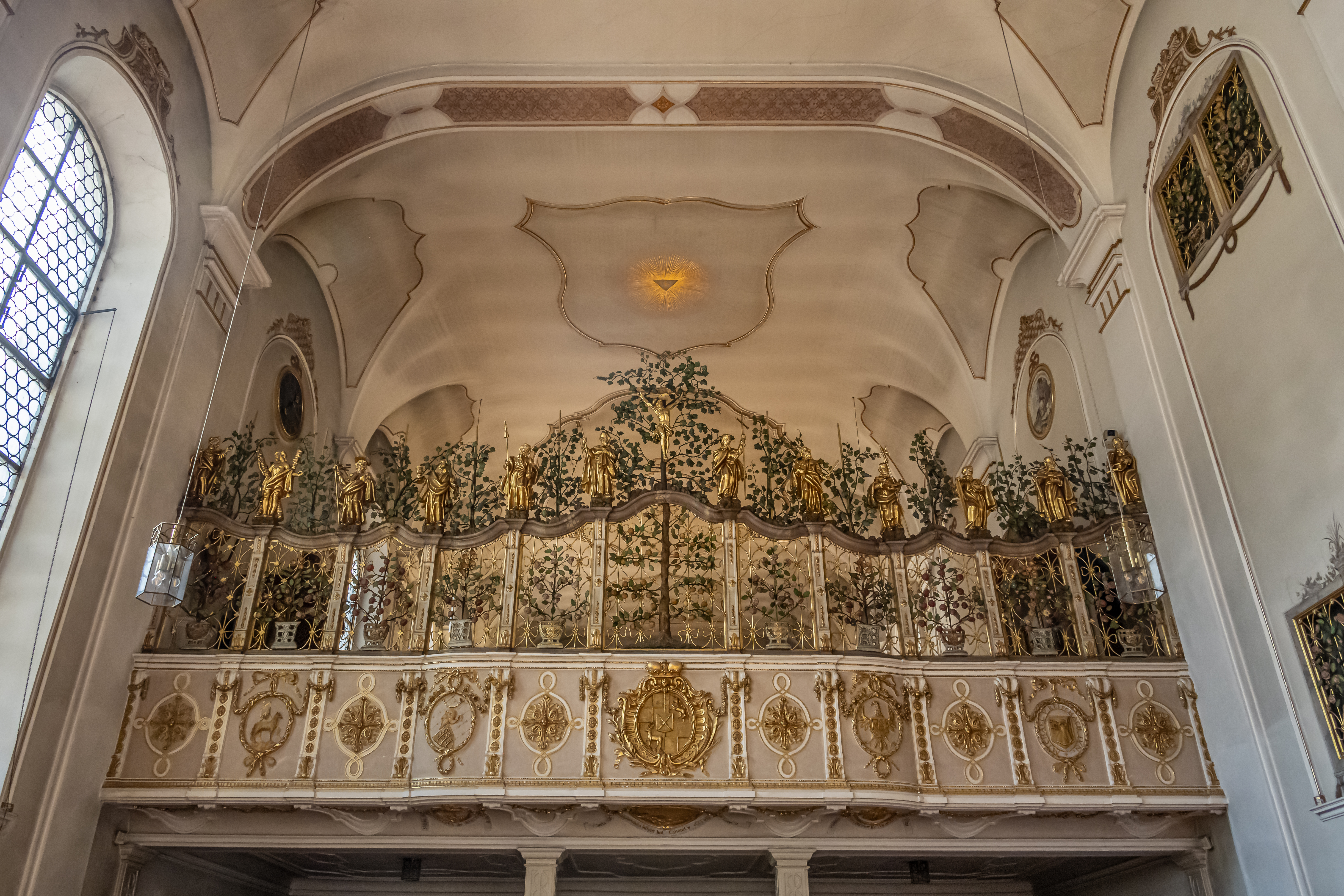
Nonnenempore in der ehemaligen Stiftskirche

Der Aufstieg Inzigkofens zu einem wohlhabenden Stift von regionalem Rang ist auch an den fünf Ausbauphasen der Klosteranlage vom ausgehenden 14. bis ins endende 18. Jahrhundert ablesbar.
Seit der Gründung 1354 konnten die Schwestern die bestehende Mauritiuskapelle nutzen. 1388 erfolgten Abriss und Neubau einer Johannes dem Täufer und den Heiligen Bartholomäus und Mauritius geweihten turmlosen Kirche. Nach dem Ordenswechsel wurde 1484 ein Glockenturm angefügt. 1391 bis 1449 wurden die provisorischen Holzgebäude durch Konventsgebäude bei der Kirche ersetzt; bis 1576 erfolgten immer wieder Umbauten und Erweiterungen an Konvent und Kirche.
Dominierend im Erscheinungsbild der Klosteranlage sind bis heute die mit den Stiftungen des Michael von Reischach finanzierten Bauten ab der zweiten Hälfte des 15. Jahrhunderts: Dies ist zum einen das 1475 erbaute spätgotische „Michaels Haus“, heute „Mesnerhaus“ genannt, sowie der durch die Pröpstin Maria Franziska Raßler (1658–1680) im Jahre 1659, somit elf Jahre nach dem Ende des Dreißigjährigen Krieges, in Auftrag gegebene Neubau des Klostergebäudes (Konventbau und Kreuzgang) nebst Klosterkirche. (Die Pröpstin leitete das Stift zusammen mit Priorin, Schafferin und Ratsschwestern. Daneben bestand eine Vielzahl weiterer Ämter.) Mit dem Neubau wurde der Architekt und Begründer der Vorarlberger Baumeisterschule Michael Beer aus Au im Bregenzerwald beauftragt. Es entstand in der Zeit von 1659 bis 1663 ein dreiflügliges Gebäude im Übergangsstil zwischen Renaissance und Barock. Zu Baubeginn soll nach der Chronik die Finanzierung noch nicht gesichert gewesen sein und die Nonnen sollen selbst Hand angelegt haben, „wenn sie von keinem Weltlichen beobachtet wurden“. Der heutige Bau weist Kreuzgang, Prälatensaal und Stuckdecken auf.
Der Kapitelsaal, damals als „Konventstube“ bezeichnet, entstand im Ostflügel. Er enthält als Schmuckstück einen großen Kachelofen aus dem späten 18. Jahrhundert. Der Raum wurde mit einer hölzernen Felderdecke ausgestattet, profilierte Deckleisten gliedern rechteckige Felder. Während die Fichtenbretter der Decke ohne Farbe und Verzierung blieben, finden sich auf dem Fries verschiedene aufgestempelte Ornamente. In der Raummitte ist auf dem Fries das Lamm Gottes dargestellt. Dies bezeichnet möglicherweise die Stelle, an der die Pröpstin ihren Platz hatte, wenn der Konvent versammelt war. Die Jahreszahl 1663 auf dem Fries erinnert an das Jahr der Fertigstellung des Gebäudes.
Die ehemalige Stiftskirche „St. Johannes Baptist“ hat einen Turm von 1484. Sie wurde in den Jahren 1780 und 1781 nach Plänen des Haigerlocher Baumeisters Christian Großbayer vergrößert und umgebaut. Dabei wurde die Nonnenempore eingebaut, um weiterhin die Einhaltung der „strengen Klausur“ zu ermöglichen. Die Empore zeigt ein kunstvolles Gitter aus Zweigen und Pappmaché. Beim Umbau erhielt sie ihre heute weitestgehend klassizistische Form. Die Emporenbrüstung mit den Zollernwappen und dem Chorgitter ist ein herausragendes Beispiel des Zopfstils im südwestdeutschen Raum: Zwischen vergoldeten Pfeilern befinden sich aus Papier und Gips geformte Blumenvasen. Auf einem von den Pfeilern getragenen geschwungenen Gesims stehen die Figuren der Zwölf Apostel, zwischen denen sich Weinstöcke emporranken. Der spätgotische Flügelaltar (Hochaltar) wurde von der Werkstätte Strüb aus Veringenstadt 1505 geschaffen. Zu den historischen klösterlichen Mariendarstellungen gehören eine spätgotische Muttergottes mit Kind sowie die „Bussenmadonna“, eine gleichfalls aus dem 15. Jahrhundert datierende Skulptur.
Neben der Kirche wurden zwischen 1726 und 1729 ein Amtshaus und eine höhere Umfassungsmauer mit integrierter Einsiedlerkapelle errichtet. Die barocke Einsiedlerkapelle wurde 1740 durch den Riedlinger Maler Joseph Ignaz Wegscheider mit Wessobrunner Stuckaturen und Deckengemälden ausgemalt. Das Deckenfresko zeigt die Verkündigung Mariens. Des Weiteren beheimatet die Kapelle eine auf Franz Anton Källin zurückgehende plastische Kopie der „Schwarzen Madonna von Einsiedeln“ aus dem Jahr 1732, entsprechend dem Typus einer hoheitlichen Himmelskönigin mit Krone, Szepter und Kind.
Spätestens seit der Barockzeit besteht in Inzigkofen eine kleine „Klosterstadt“, die, eingefasst von der 1728/1729 errichteten 900 Meter langen äußeren Klausurmauer, neben Kirche und Konventsbezirk auch ein Gästehaus, eine Unterkunft für den Beichtvater, diverse Wirtschaftsgebäude und ausgedehnte Gärten umfasst.
Die Zehntscheuer des Klosters wurde 1510 erbaut. Im Dreißigjährigen Krieg etwa 1636 von durchziehenden schwedischen Soldaten abgebrannt, wurde sie 1645/1646 wieder aufgebaut. Hier lagerte man die Erträge der klostereigenen Felder. Weil dem Kloster die Hälfte des Großzehnten (Getreide und Großvieh) und drei Teile des Kleinzehnten (andere Feldfrüchte und Kleinvieh) von allen Feldern auf der Gemarkung des Dorfes zustanden und diese Erträge ebenfalls hierher gebracht wurden, erhielt die Zehntscheuer ihren Namen. Nach der Aufhebung des Klosters in der Säkularisation brachte die fürstliche Hofkammer darin eine Orangerie und eine Überwinterungshalterung unter und verpachtete die Räumlichkeiten an die heimischen Bauern zum Einlegen von Heu, Stroh und Getreide.
Der historische Nonnenfriedhof mit seinen schmiedeeisernen Kreuzen wird durch eine Marienfigur – eine auf einer Wolke stehende Muttergottes mit dem Kind auf dem Arm – dominiert, die im Mittelpunkt des Innenhofes am Eingang des Nonnenfriedhofes steht. Die Figur aus grün-grauem Molasse-Sandstein der Bodenseeregion stammt wohl aus dem 17. Jahrhundert und wurde 1888 an der heutigen Stelle aufgestellt. Woher sie kommt, ist unbekannt. 1888 war die Klosteranlage schon im Besitz des Fürstenhauses Hohenzollern. Walther Genzmer beschreibt die Figur in seinem 1948 erschienenen Buch Die Kunstdenkmäler Hohenzollerns als „stark verwittert“. Die Gestalt, nur noch schemenhaft zu erkennen und vom Sauren Regen zerfressen, konnte aufgrund fehlender Bildnachweise nicht mehr im Original rekonstruiert werden. Sie wurde 2011 gereinigt, mit Bindemitteln konserviert und restauriert.
Ebenfalls 2011 wurden die aus Fichtenholz gefertigten Türen und Türrahmen von ihren in nachklösterlicher Zeit aufgebrachten Farben befreit, so dass sie sich wieder wie ursprünglich im Holzton zeigen. Oftmals gelangten nach dem Ablaugen Verzierungen aus der Barockzeit und besondere Intarsien zum Vorschein. An der Klostermauer wurde zudem das Kruzifix aus dem Jahr 1463 restauriert.

## Ehemalige Bibliothek
Das für die Geisteswissenschaften bedeutsamste Erbe Inzigkofens besteht in seiner ehemaligen Bibliothek. Im Zug der Klosterreform im 15. Jahrhundert (s. o.) waren die Nonnen darangegangen, mit großem Eifer und Sachverstand systematisch eine umfangreiche Bibliothek aufzubauen. Neben Andachtsbüchern und Werken der Erbauungsliteratur wurden vor allem Werke der deutschsprachigen mystischen Literatur des 14. Jahrhunderts gesammelt, großteils in Abschriften, die im eigenen Skriptorium angefertigt wurden. Obwohl der größte Teil davon bei der Aufhebung des Klosters vernichtet wurde, sind in den Restbeständen einige der wichtigsten deutschen Mystikhandschriften gerettet. Einige Texte sind einzig in ihrer Inzigkofener Abschrift überliefert. Soweit möglich, wurde diese Bibliothek von Werner Fechter rekonstruiert. Ein achtseitiges Fragment einer Handschrift, die Ende des 15. Jahrhunderts für das Kloster angefertigt wurde, gelangte vor rund 200 Jahren in die Mainzer Martinus-Bibliothek.

## Ausstellung
Der Abschluss der denkmalgerechten Sanierung des spätgotischen Mesnerhauses sowie das Doppeljubiläum der urkundlichen Erstnennung von Ortschaft und Kloster Inzigkofen vor 700 bzw. 650 Jahren waren Anlass für eine Ausstellung von 16. März bis 20. Mai 2007 im ehemaligen Kloster Inzigkofen. Die Schau mit rund 120 Exponaten, überwiegend wertvollen Originalen, von 28 Leihgebern zeigte einen Querschnitt durch die fünfhundertjährige Klostergeschichte sowie die anschließende „fürstliche Zeit“ Inzigkofens. Es wurden Einblicke geboten in die wirtschaftlichen Grundlagen des Klosterlebens, die Baugeschichte, den klösterlichen Alltag und die Formen der Frömmigkeit. Glanzstücke in der Ausstellung bildeten Zeugnisse des kunsthandwerklichen Schaffens der Schwestern, bedeutende Werke der bildenden Kunst aus dem Besitz des Klosters und nicht zuletzt auch Schätze der mittelalterlich-mystischen wie der barocken Frömmigkeit. Urkunden und gebundene Handschriften waren in der Schau ebenso vertreten wie zahlreiche Gemälde, Striche, Skulpturen, Reliquien, Paramente und Klosterarbeiten vom Spätmittelalter bis ins 19. Jahrhundert.
Erstmals in Inzigkofen zu sehen waren die reich verzierte Eisentür zur frühen klösterlichen Schatzkammer aus dem 17. Jahrhundert, Teile der ehemaligen Klosterbibliothek sowie fünf aquarellierte Zeichnungen zu Schloss und Fürstlichem Park aus den 1830er Jahren. Darunter unter anderem „Bootsfahrt auf der Donau mit Eremitage“, eine aquarellierte Zeichnung (10,7 × 17,5 Zentimeter) von Charles de Mayenfisch von 1833 aus dem Kreisarchiv Sigmaringen. Die Rekonstruktion einer barocken Nonnenzelle vermittelte einen Eindruck von der Strenge und Frömmigkeit im klösterlichen Leben vor 250 Jahren. Klangbeispiele aus der Barockzeit verwiesen auf die hochstehende Musikkultur.
Eine 102 Zentimeter große Holzplastik des heiligen Mauritius mit Rüstung, Schwertgurt, Helm und vorgestrecktem Schwert, um 1350, befindet sich im Besitz der Katholischen Filialkirchengemeinde Inzigkofen. Der Reliquienschrein mit Armspindel des heiligen Fidelis, 18. Jahrhundert, ist Besitz des Allgemeinen Katholischen Kirchenfonds für Hohenzollern. Eine Kommode mit Gebetsschemel und Altaraufbau mit Maria und Kind, Holz mit Intarsien, 18. Jahrhundert, befindet sich im Josefinenstift Sigmaringen. Die Hostienmonstranz des Klosters Inzigkofen, gefertigt von Michael Mair, Augsburg, 1680–1648, Silber, teilweise vergoldet, Höhe 89 Zentimeter, ist Eigentum der Katholischen Filialkirchengemeinde Inzigkofen. Die Tür zur ehemaligen Kloster-Schatzkammer, Massiveisen, vermutlich 17. Jahrhundert, befindet sich in den Fürstlich Hohenzollernschen Sammlungen Sigmaringen. Ein Altarstrauß, Blech und Draht, gefasst, in Holzvase, 18. Jahrhundert, ist in Privatbesitz.

## Trivia
Eine Briefmarke der Deutschen Post Berlin von 1967 zeigt die Eichenholzfigur „Der Apostel Johannes an der Brust Christi“ („Johannesminne“, Christus-Johannes-Gruppe) eines unbekannten Meisters aus Oberschwaben, vermutlich aus dem Kloster Inzigkofen. Die um 1310/1320 entstandene Plastik mit einer Höhe von 89 cm befindet sich im Bode-Museum zu Berlin.
Hinter den Klostermauern fanden im Juli 2010 Außenaufnahmen für den Film A Dangerous Method statt.